# Tehransar
Tehransar (persan : تهرانسر) est un quartier de l'ouest de Téhéran, la capitale de l'Iran. C'est dans ce district que se trouve le siège des principaux constructeurs iraniens Saipa, Iran Khodro,Pars Khodro. La plupart des terrains appartiennent à la National Iranian Oil Company connu pour être la compagnie la plus riche du district.